# 同志社大学新町キャンパス

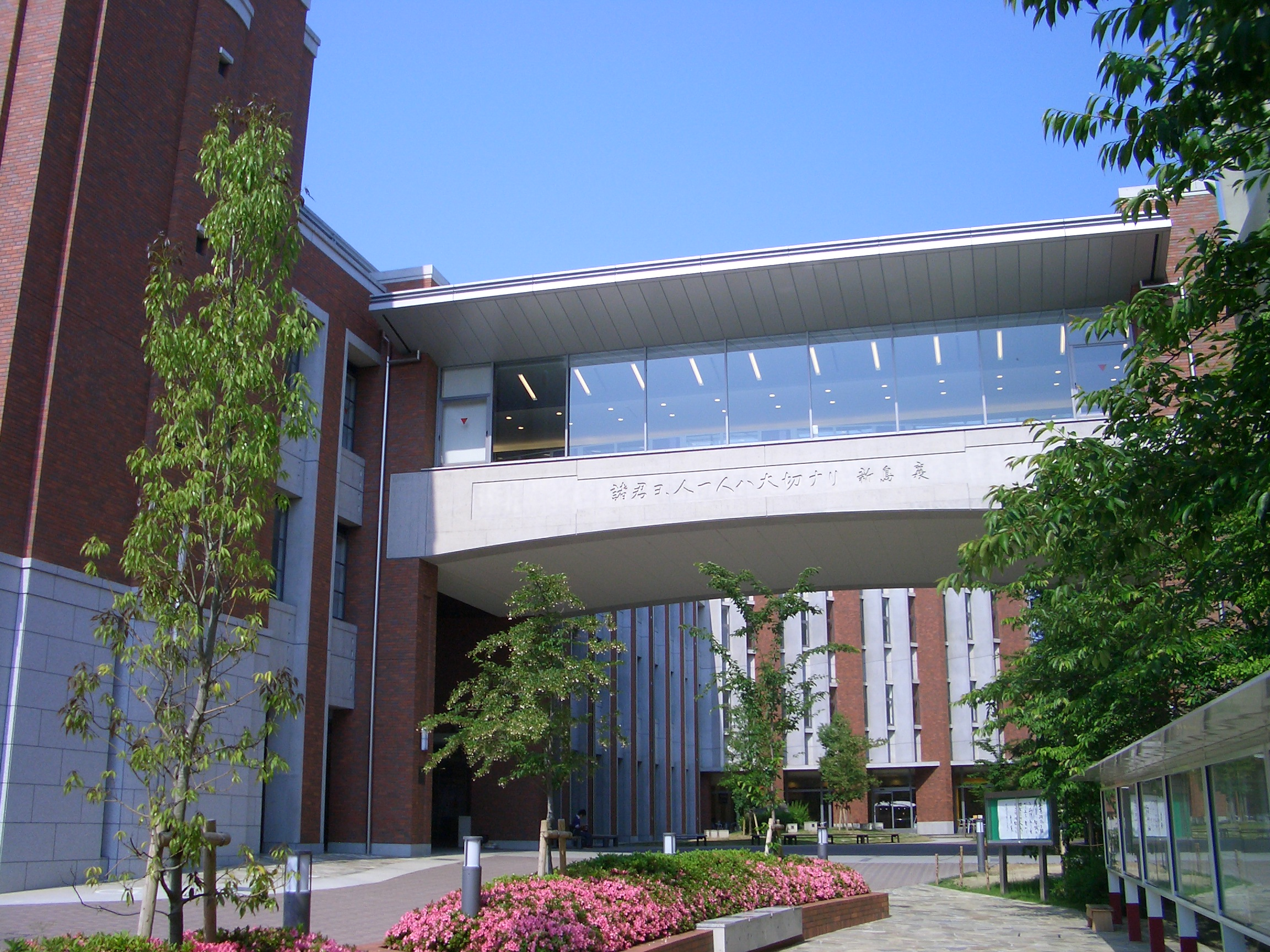
写真は臨光館。右側にある尋真館と臨光館を三階で結ぶ渡り廊下には創立者である新島襄の言葉『諸君ヨ、人一人ハ大切ナリ』と書かれている。

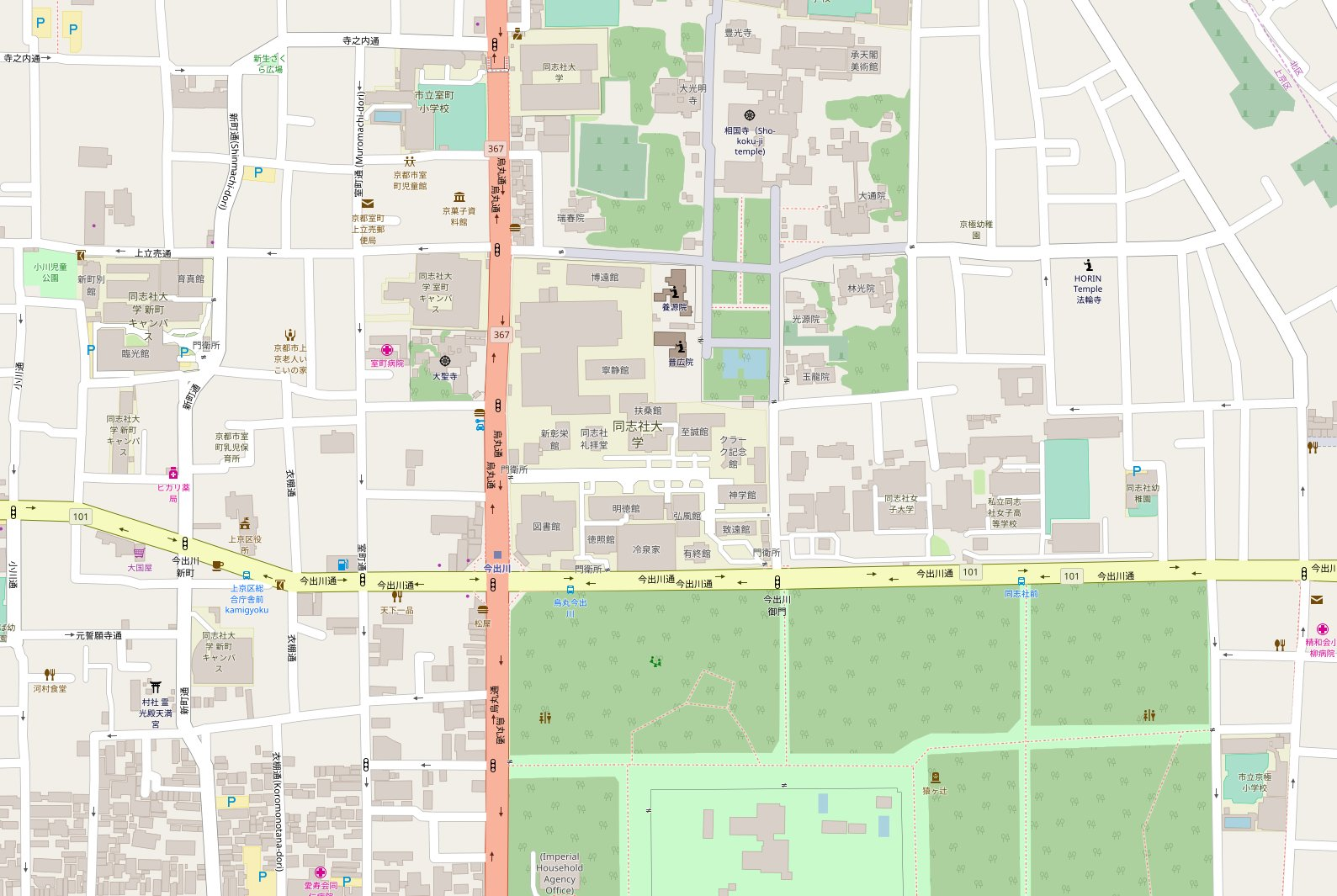
キャンパスマップ

同志社大学新町キャンパス（どうししゃだいがくしんまちキャンパス）は京都府京都市上京区新町通今出川上ル近衛殿表町にある同志社大学のキャンパス。
新町キャンパスの敷地面積は、16,204㎡。

## 概要
2005年秋には政策学部と社会学部が主に使用する臨光館が改築、完成した。臨光館は五摂家のひとつの近衛家の邸宅の跡地でもある。現在も地下に遺跡として眠っている。また、学生会館があり、サークル活動の拠点として使用されている。政策学部が開設され臨光館が建設される前は、主に外国語科目の再履修のクラスが多く行われており、新町キャンパス（尋真館:Z）に再履修に行かなくてはならない学生を揶揄して「Z戦士」と学生同士で呼称していた。
今出川・新町・室町の3キャンパスは近接し、ほぼ一体として利用されており、3キャンパスを併せて今出川校地と呼ぶことが多い。

## 歴史
新町キャンパスは、1959年に旧日本電池本社跡地に設置された。

## 使用学部
- 使用学部：主に政策学部及び社会学部、および外国語科目
- 使用研究科：なし

## 施設

### 教育施設
- 臨光館 (りんこう-かん 略称:R)
2005年竣工。設計：類設計室、延床面積：8,060m2、地上4階、地下1階建て[1]。
教室、社会学部・政策学部事務室、社会学研究科大学院共同研究室、新町カフェテリアなど[2][3]。
- 尋真館 (じんしん-かん 略称:Z)
1962年竣工。設計：富家宏泰[4]、地下1階、地上4階、塔屋3階建て。同志社創立90周年記念事業の一環として建てられた[5]。
教室、施設課、管財課
- 渓水館 (けいすい-かん 略称:KS)
2004年竣工。社会学部・政策学部教員個人研究室、考古学資料室、実習室、教育ラウンジなど[2]。
- 育真館 (いくしん-かん 略称:IS)
元は体育館であったが、2023年に教育研究施設への改築工事を行った。

### その他施設
- 学生会館
2002年竣工。部室、練習場、会議室、シャワー室、新町ショップなど[2][3]。
- 新町別館
音楽・演劇系のクラブ、サークルの練習場[2]。

## アクセス
- 京都市営地下鉄烏丸線今出川駅下車3分

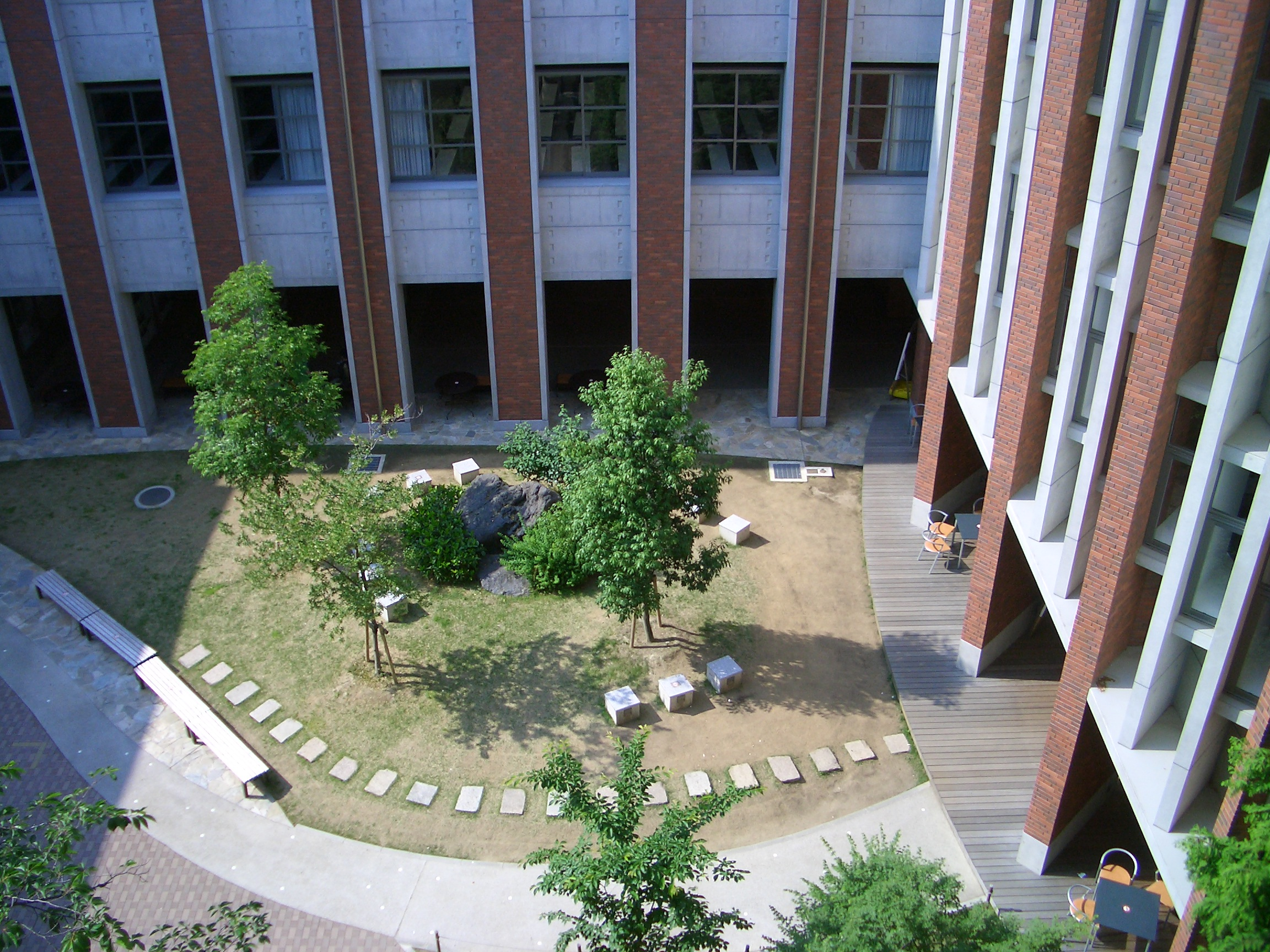
新町キャンパス 臨光館